# Bernd Hellmich
Bernd Hellmich (* 2. Juni 1959 in Scheibe-Alsbach, Bezirk Suhl, DDR) ist ein ehemaliger deutscher Biathlet.

## Leben
Bernd Hellmich startete für den ASK Vorwärts Oberhof. Er wurde 1980 in Sarajevo Juniorenweltmeister im Sprint.
1981 kam er in Lahti erstmals bei einer Biathlon-Weltmeisterschaften zum Einsatz und wurde 12. des Sprintrennens. Ein Jahr später wurde er bei den Biathlon-Weltmeisterschaften 1982 in Minsk an der Seite von Frank Ullrich, Mathias Jung und Mathias Jacob Weltmeister in der Staffel. Im Einzel wurde er Achter.
Bei DDR-Meisterschaften konnte er keinen Titel gewinnen, wurde 1981 und 1983 Staffeldritter, 1982 Vizemeister im Einzel.